# ピクサー・アニメーション・スタジオ
ピクサー・アニメーション・スタジオ（Pixar Animation Studios）は、カリフォルニア州エメリービルに本社を置くアメリカ合衆国のアニメーション制作会社である。2006年以降、ピクサーはウォルト・ディズニー・カンパニーの一部門であるディズニー・エンターテインメントの一部門であるウォルト・ディズニー・スタジオの子会社となっている。
CGアニメーションを用いて主に長編作品や短編作品などを制作している。
ピクサーは、1979年にルーカスフィルムのコンピュータアニメーション部門の一部として発足した。1986年に会社として独立するまでは、グラフィックス・グループとして知られ、Appleの共同創立者であるスティーブ・ジョブズが出資し、大株主となった。ディズニーは2006年1月にピクサーの買収を発表し、2006年5月に買収を完了した。ピクサーは、業界標準のレンダリングAPI「RenderMan Interface Specification」を独自開発した「RenderMan」を駆使した長編映画で知られる。同スタジオのマスコットは、1986年に制作された同名の短編映画に登場する電気スタンド、ルクソーJr.である。
ピクサーは29本の長編作品を制作しており、世界初の長編フルCGアニメーション映画である『トイ・ストーリー』を皮切りに、最新作は『星つなぎのエリオ』である。また、多くの短編作品も制作している。2023年時点で、ピクサーの長編作品の興行収入は150億ドルを超え、1作品あたりの平均興行収入は5億4690万ドルとなっている。『トイ・ストーリー3』、『ファインディング・ドリー』、『インクレディブル・ファミリー』、『トイ・ストーリー4』、『インサイド・ヘッド2』は、いずれも興行収入10億ドルを超え、歴代興行収入ベスト50に入っている。さらに、ピクサー作品のうち15作品が、歴代アニメーション映画興行収入ベスト50に入っている。
ピクサーは、アカデミー賞を23部門、ゴールデングローブ賞を10部門、グラミー賞を11部門受賞している。2001年以来、アカデミー賞長編アニメーション賞を11作品が受賞しており、『ファインディング・ニモ』、『Mr.インクレディブル』、『レミーのおいしいレストラン』、『ウォーリー』、『カールじいさんの空飛ぶ家』、『トイ・ストーリー3』、『メリダとおそろしの森』、『インサイド・ヘッド』、『リメンバー・ミー』、『トイ・ストーリー4』、『ソウルフル・ワールド』 がある。『トイ・ストーリー3』と『カールじいさんの空飛ぶ家』は、作品賞にもノミネートされた。
2009年2月10日、ピクサーの幹部ジョン・ラセター、ピート・ドクター、アンドリュー・スタントン、ブラッド・バード、リー・アンクリッチが、ヴェネツィア国際映画祭から、生涯功労賞の金獅子賞を授与された。ルーカスフィルムの創立者であるジョージ・ルーカスには、記念すべき受賞の栄冠が手渡された。

## 歴史

### 初期の歴史

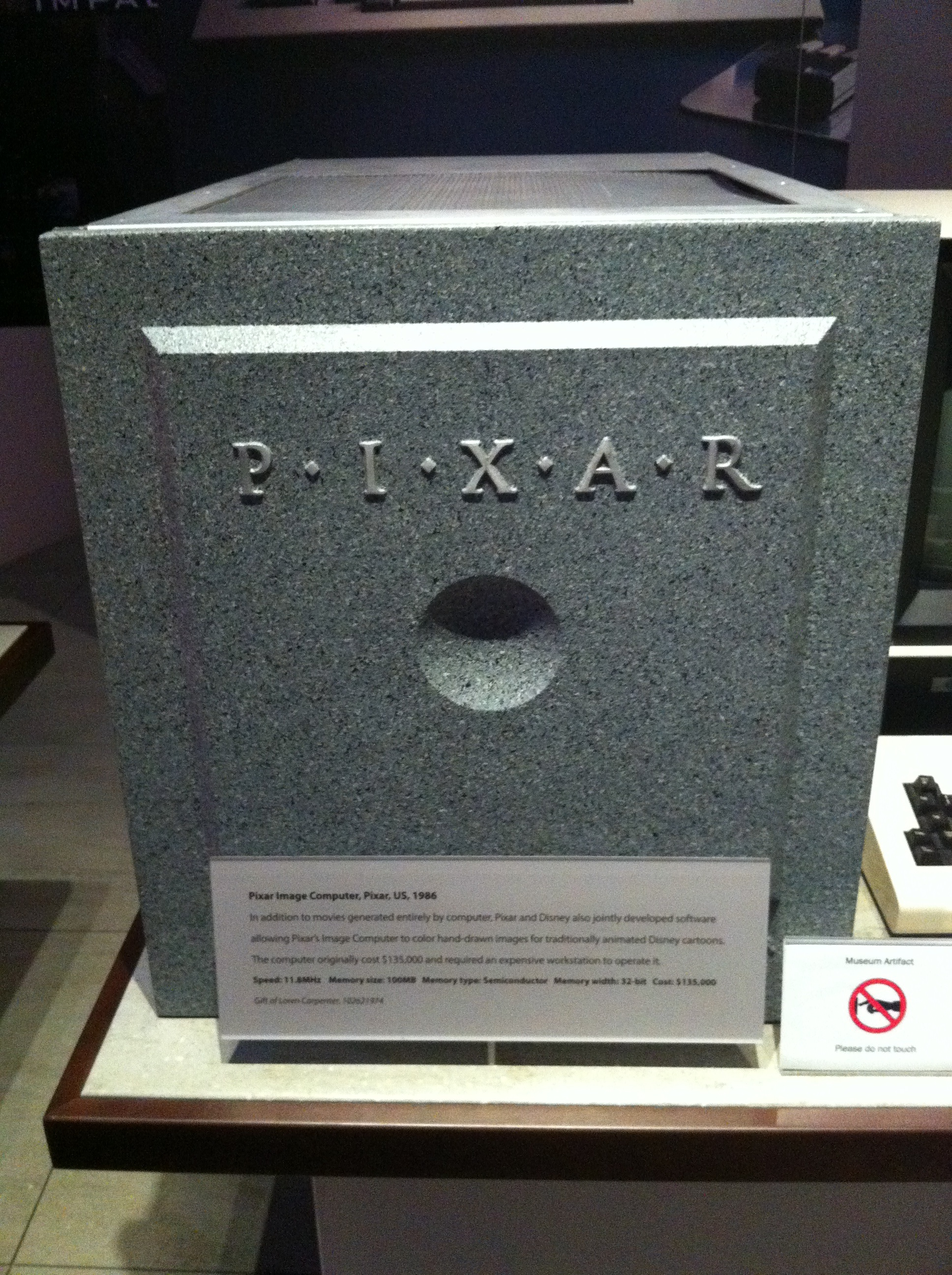
マウンテンビューのコンピュータ歴史博物館にあるピクサーのコンピュータ。1986年から1995年のロゴマークが入っている

ピクサーは1974年、ニューヨーク工科大学（NYIT）の創設者で、アニメーションスタジオのオーナーでもあったアレクサンダー・シュレーが、コンピューターグラフィックスラボ（CGL）を設立し、世界初のCGアニメーション映画を作ろうという志を同じくするコンピューター科学者を採用したのが、ピクサーの始まりだった。エドウィン・キャットマルとマルコム・ブランチャードが最初に雇用され、数か月後にアルヴィ・レイ・スミスとデヴィッド・ディフランチェスコが加わり、ヴァンダービルト＝ホイットニーの旧邸宅から譲り受けた2階建てのガレージを改造したコンピューターグラフィックスラボの4人がオリジナルメンバーであった。シュアは、コンピューターグラフィックスラボ推定1,500万ドルもの資金をつぎ込み続け、彼らが望むものをすべて与え、NYITを深刻な財政難に追いやった。やがて彼らは、自分たちの目標を達成するためには本物の映画スタジオで働くことが必要だと考えるようになった。フランシス・フォード・コッポラは、スミスを自宅に招き、3日間のメディア会議を開いた。
ルーカスが彼らに接触し、自分のスタジオでの仕事を紹介すると、6人はルーカスフィルムに移籍した。その後、彼らは徐々にCGLを辞め、シュレーに疑われないように派遣社員として約1年間働き、ルーカスフィルムのグラフィックス・グループに入った。ルーカスフィルムのコンピューター部門の3分の1を占めるグラフィックグループは、1979年にニューヨーク工科大学からキャットマルを採用し、コンピューターグラフィックスラボを担当することで発足した。そして、同じくNYITからルーカスフィルムに移ったスミスと再会し、グラフィックス・グループのリーダーとなった。NYITでは、研究者たちがCGの基礎となる多くの技術を開発した。特に、アルファチャンネルの発明は、キャットマルとスミスによるものだった。その後数年間、CGLは「ザ・ワークス」という実験映画の数フレームを制作することになる。ルーカスフィルムに移籍後、彼らはREYES（「見たものすべてをレンダリングする」という意味）と呼ばれるRenderManの前身を作り、パーティクル効果や様々なアニメーションツールなど、CGにとって重要な技術を開発した。
ジョン・ラセターは、1983年後半に「インターフェイスデザイナー」という肩書きでルーカスフィルムのチームに1週間雇われ、短編映画「アンドレとウォーリーB.の冒険」のアニメーションを担当した。翌年、あるデザイナーが新しいデジタル合成コンピューターに「Picture Maker」という名前をつけることを提案した。スミスは、レーザーベースのデバイスにもっとキャッチーな名前をつけることを提案し、「Pixer」を思いついたが、会議の後、「Pixar」に変更された。『Droidmaker:George Lucas and the Digital Revolution』の著者であるマイケル・ルービンによると、スミスと他の3人は1981年にレストランを訪れた際にこの名前を思いついたが、彼らにインタビューしたところ、名前の由来について4つの異なるバージョンがあったという。
1982年、ピクサーはインダストリアル・ライト&マジック（ILM）と共同で特撮の制作を開始した。何年にもわたる研究と、『スタートレックII カーンの逆襲』のジェネシス計画の映像や『ヤング・シャーロック/ピラミッドの謎』のステンドグラスの騎士といった画期的な作品の制作を経て、1986年2月、当時40人だったグループは、キャットマルとスミスによって会社として独立した。残った38名の中には、NYIT時代からの仲間であるマルコム・ブランチャード、デヴィッド・ディフランチェスコ、ラルフ・グッゲンハイム、そしてNYIT時代からチームの一員だったビル・リーブスがいた。同じくNYIT時代のメンバーであるトム・ダフは、後にピクサー設立後に加わることになる。ルーカスが1983年に離婚したことで、『ジェダイの帰還』の公開後、スター・ウォーズのライセンス料収入が急減したため、彼らは彼がグラフィック・グループ全体を売却する可能性が高いことを知っていた。そうなるとスタッフがいなくなり、世界初のCGアニメーション映画の制作ができなくなることを心配した彼らは、チームを維持する最善の方法はグループを独立会社にすることだと結論づけた。しかし、ムーアの法則によれば、映画一本分に十分な計算能力はまだ何年も先のことであり、それまでは相応の製品に集中する必要があった。最終的に彼らは、ピクサー・イメージ・コンピュータを中核製品として、主に政府、科学、医療市場向けに販売するシステムで、その間にハードウェア会社になるべきだと判断した。また、SGIコンピュータも使用していた。
1983年、ノーラン・ブッシュネルは、1977年に設立したチャッキーチーズのピザタイムシアター（PTT）の子会社として、新たにカダブラスコープというアニメーションスタジオを設立した。チャッキーチーズとPTTのマスコットたちが主役のNBCのクリスマス・スペシャル・アニメ「Chuck E. Cheese, The Christmas That Almost Wasn't?」である。チャック・E・チーズ：ザ・クリスマス・ザット・アルモスト・ワズント "として知られる。このアニメーションの動きは、従来のセル画ではなく、トゥイーンを使って作られた。1983年のビデオゲーム市場崩壊の後、ブッシュネルは事業を維持するためにPTTのいくつかの子会社を売却し始めた。センテ・テクノロジーズ（PTTの店舗でゲームを販売するために設立された別の部門）はバリー・ゲームに売却され、カダブラスコープはルーカスフィルムに売却された。カダブラスコープの資産は、ルーカスフィルムのコンピューター部門に統合された。偶然にも、スティーブ・ジョブズの最初の仕事の1つは、1973年にブッシュネルの下で彼の別会社アタリの技術者として働いたことだった。PTTはその後1984年に倒産し、ショービズピザ プレイスに買収される。

### 独立した会社として（1986年 - 1999年）

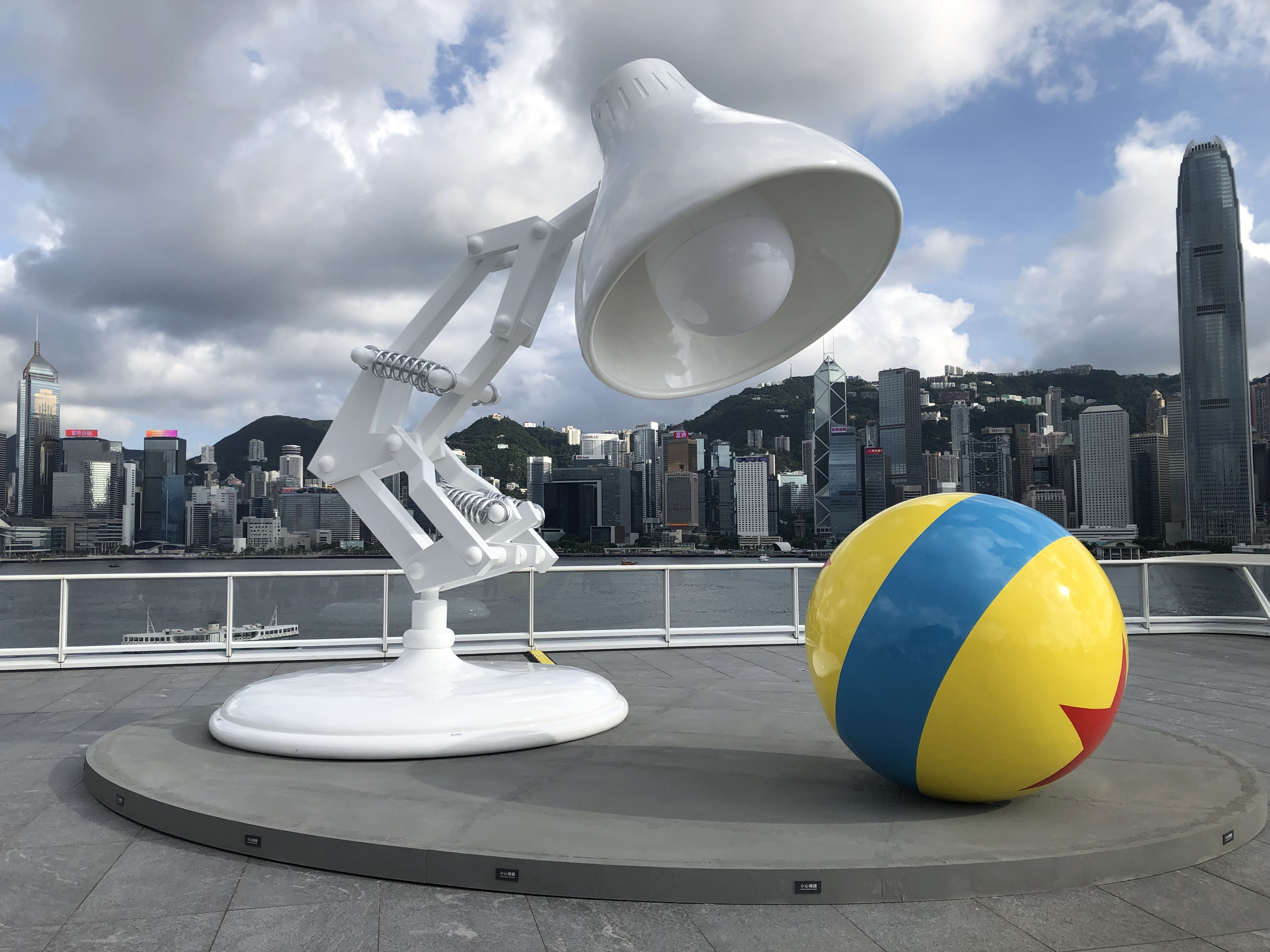
香港でのルクソーJr.の作品展示の様子

1986年、新たに独立したピクサーの社長はエドウィン・キャットマルと副社長のアルヴィ・レイ・スミスだった。ルーカスが出資者を探していたところ、スティーブ・ジョブズからオファーがあったが、ルーカスは当初は低すぎると感じた。しかし、他の出資者を見つけるのは不可能と判断し、ルーカスはその申し出を受け入れた。その時点で、スミスとキャットマルは35の投資家と10社の大手企業から断られており、契約締結の3日前に決裂したゼネラル・モーターズとの契約も含まれている。1985年にApple Computerを追い出されたジョブズは、今度は新しいコンピューター会社「NeXT」の創業者兼CEOになっていた。1986年2月3日、彼はジョージ・ルーカスに500万ドルの私財を投じて技術提供を行い、500万ドルの資本金を投じ、会長として取締役会に参加した。
ルーカスフィルムに在籍していた1985年には、当時小学館と『西遊記』を題材にしたCGアニメーション映画「モンキー」を制作する契約を交わしていた。1986年に独立した後も、このプロジェクトはしばらく続いたが、技術が十分に進歩していないことが明らかになった。コンピュータの性能は十分でなく、予算も高すぎた。そこで、ムーアの法則に従ってCGによる長編アニメーション映画が実現可能になるまで、何年もの間、CG事業に専念することになった。
当時、ウォルト・ディズニー・スタジオは、より効率的なアニメーション制作方法を開発する決断を下した。そして、ルーカスフィルムのグラフィックス・グループとデジタル・プロダクションに連絡を取った。グラフィックス・グループはアニメーションに対する理解が深く、スミスはニューヨーク工科大学で彩色を学んだ経験があったため、ディズニーは彼らが正しい選択であると確信した。1986年5月、ピクサーはディズニーと契約を結び、ピクサーはコンピューター・アニメーション・プロダクション・システム（CAPS）プロジェクトの一環として、ピクサー・イメージ・コンピュータとピクサーが開発した特注ソフトウェアを購入し、手描きアニメーションの工程で手間のかかるインクとペイントの部分をより効率化されたシステムに移行させた。この新たなアニメーション手法で公開された最初の長編映画が「ビアンカの大冒険 ゴールデン・イーグルを救え!」（1990年）である。
システムの販売を促進し、会社の資本を増やすために、ジョブズは製品を主要市場に発売することを提案した。ピクサーのスタッフであるジョン・ラセターは、以前から「ルクソーJr.」（1986年）などといった短編デモアニメーションを制作し、デバイスの性能を宣伝していたが、CG業界最大のコンベンションであるSIGGRAPHでその作品を初公開し、大きな反響を呼んだ。
しかし、イメージコンピュータの売れ行きは芳しくなく、赤字が膨らんで会社の存続が危ぶまれた。ジョブズは出資比率を上げる代わりに投資を増やし、経営陣や従業員の出資比率を下げ、最終的には5000万ドルの出資で全社の経営権を獲得した。1989年、ラセター、ビル・リーブス、エベン・オストビー、サム・レフラーのわずか4人で構成されていたアニメーション部門は、他社向けのCGアニメーションによるCMを制作する部門となった。1990年4月、ピクサーは独自のハードウェア技術と画像処理ソフトウェアを含むハードウェア部門の全てをヴィコム・システムズに売却し、ピクサーのスタッフ約100名のうち18名を移籍させた。同年、ピクサーはサンラファエルからカリフォルニア州リッチモンドに移転した。ピクサーはソフトウェアツールの一部をMacintoshとWindowsシステム向けに公開した。レンダーマンは1990年代初期に代表する3Dソフトウェアの一つであり、TypestryはRayDreamと競合した3Dテキストレンダラーである。
この時期、ピクサーは、最終的に最も重要なパートナーとなる親会社のウォルト・ディズニー・フィーチャー・アニメーションとの良好な関係を続けていた。しかし、1991年に入ると、コンピュータハードウェア部門で社長のチャック・コルスタを含む30人の従業員が解雇され 、従業員数は42人となり、ほぼ当初の人数となった。1991年3月6日、スティーブ・ジョブズは従業員から会社を買い取り、完全なオーナーとなった。彼はこの会社をNeXTに統合することを考えたが、NeXTの共同設立者はこれを拒否した。数ヶ月後、ピクサーはディズニーと2,600万ドルの契約を結び、3本のCG長編アニメーションを製作することになったが、その第1作目が、技術の限界の中でCGに挑戦した「トイ・ストーリー」だった。その頃には、レンダーマンやアイスマンを作っていたソフトウェアプログラマーと、テレビコマーシャル（同年にはセサミストリートのルクソー Jrの短編も4本）を制作していたラセターのアニメーション部門だけだった。
これらのプロジェクトからの収入があっても、会社は赤字が続き、スティーブ・ジョブズは取締役会の会長として、また今では実質的な所有者として、しばしば会社の売却を検討した。1994年の時点で、ジョブズはピクサーをホールマークカード、マイクロソフトの共同創業者ポール・アレン、オラクルのCEO兼共同創業者ラリー・エリソンなどに売却しようと考えていた。しかし、ニューヨークの評論家たちから、『トイ・ストーリー』はおそらくヒットするだろうと聞き、1995年のクリスマスシーズンにディズニーが配給することを確認した後、彼はピクサーにもう一度チャンスを与えることを決めたまた、彼は初めて会社でリーダーシップを発揮し、CEOに就任した 。『トイ・ストーリー』は、全世界で3億7300万ドル以上の興行収入を記録し、1995年11月29日にピクサーが新規株式公開を行った際には、ネットスケープを上回るその年最大のIPO（新規株式公開）となった。取引開始後30分で、ピクサー株は22ドルから45ドルに急騰し、買い注文が殺到したため取引が遅延した。株価は49ドルまで上昇し、その日は39ドルで取引を終えた。
同社は『トイ・ストーリー』の製作期間中もテレビCMの制作を続けたが、1996年7月9日、ピクサーは18人のスタッフを擁していたテレビCM部門を閉鎖し、長編映画のプロジェクトと体感型エンターテインメントに専念すると発表した。
1990年代から2000年代にかけて、ピクサーはスタジオの主要なクリエイター育成プログラムである 「ピクサー・ブレイントラスト 」を導入し、監督、脚本家、ストーリーボード・アーティストの全員が定期的に互いのプロジェクトをチェックして、建設的な意見を交換する「ノート」（業界用語）を作成した。ブレイン・トラストは「フィルムメーカー主導型スタジオ」というコンセプトで運営されており、従来のハリウッドの手法である「経営者主導型スタジオ」とは対照的に、クリエイターたちは互いに意見を交換し合いながら作品を完成させていく。キャットマルによれば、このプログラムは、『トイ・ストーリー』におけるラセター、アンドリュー・スタントン、ピート・ドクター、リー・アンクリッチ、ジョー・ランフトとの協力関係から発展したものだという。
『トイ・ストーリー』のヒットにより、ピクサーはエメリービルキャンパスに新しいスタジオを建設した。このスタジオはPWPランドスケープ・アーキテクチャーによって設計され、2000年11月にオープンした。

### ディズニーとの共同制作（1999年 - 2006年）
ピクサーとディズニーは、『トイ・ストーリー2』の制作をめぐって意見の相違があった。当初はOVA作品として発売する予定だったが（したがってピクサーの3作品契約には含まれない）、製作中に劇場公開に昇格された。ピクサーはこの作品を3作品契約に加えるよう要求したが、ディズニーは拒否した。ピクサーとディズニーは共に利益を得ていたが、後にピクサーはこの取り決めが公平でないと訴えた。ピクサーはクリエーションと製作を担当し、ディズニーはマーケティングと配給を担当した。利益と制作費は等分に分配されたが、ディズニーはすべてのストーリー、キャラクター、続編の権利を独占的に所有し、10パーセントから15パーセントの配給料も徴収した。
両社は、2001年1月26日、2002年7月26日、2003年4月22日、2004年1月16日、2004年7月22日、2005年1月14日の10ヶ月間、新たな契約を結ぼうとしたが、失敗に終わった。新しい契約は、ピクサーが製作を管理し、その結果生じるストーリー、キャラクター、続編の権利を所有する一方、ディズニーが続編を配給する際の優先交渉権を所有するというものだった。また、ピクサーは自社の作品に出資して100％の利益を上げ、ディズニーには10から15％の配給料を支払うことになっていた。さらに、ディズニーとの配給契約の一環として、ピクサーは『Mr.インクレディブル』（2004年）や『カーズ』（2006年）など、既に契約済みの作品の配給権を要求した。ディズニーはこれらの条件を受け入れられないと考えたが、ピクサーは譲歩しなかった。
スティーブ・ジョブズとディズニーの会長兼CEOであるマイケル・アイズナーの意見の相違により、2004年に交渉は打ち切られ、ディズニーはサークル7・アニメーションを設立し、ジョブズはピクサーがディズニー以外のパートナーを積極的に探していると宣言した。この発表で、ワーナー・ブラザース、ソニー・ピクチャーズ、20世紀フォックスとの何度かの交渉にもかかわらず、ピクサーは他の配給会社とは交渉に入らなかったが、ワーナー・ブラザースの広報担当者はCNNに「ピクサーとビジネスができたらいいなと思っているんだ。彼らは素晴らしい会社だ。」と語っている。長い中断の後、2005年9月にアイズナーがディズニーのCEOを退任すると、両社の交渉は再開された。ピクサーの高騰した株価に対してヒット作頼りの経営という不安を抱えており、事業多角化か大手への身売りという道を模索をしていた中でこのCEO交代が大きな転機となった。ピクサーとディズニーの間の潜在的な対立に備え、ジョブズは2004年後半に、ピクサーはもはやディズニーが定めた11月の時期に映画を公開せず、より収益性の高い夏の早い時期に公開することを発表した。これにより、ピクサーはクリスマス商戦にDVDを発売できるようになった。『カーズ』を2005年11月4日から2006年6月9日に延期したのは、ピクサーとディズニーの契約の残り期間を延長し、両社の間でどのような展開になるかを見るためでもあった。
ディズニーによるピクサー買収を前に、両社は2007年に公開予定の『レミーのおいしいレストラン』の配給契約を結び、買収が失敗した場合でもこの作品がディズニーで配給できることを保証するために、配給契約を結んだ。以前のピクサーとの契約とは対照的に、『レミーのおいしいレストラン』はピクサーの作品の一つとして残され、ディズニーは配給料を受け取ることになっていた。しかし、ディズニーのピクサー買収が完了したことで、この配給契約は無くなった。

### ウォルト・ディズニー・スタジオの子会社として（2006年 - ）
長期にわたる交渉の末、ディズニーは2006年1月24日、ピクサーを約74億ドルで買収することで最終的に合意した。ピクサーの株主の承認を経て、2006年5月5日に買収が完了した。この買収により、ピクサーの総株式の49.65%を所有していたジョブズは、39億ドル相当の7%を所有するディズニーの個人筆頭株主となり、取締役会の新しい席に座ることになった。ジョブズの保有株数は、これまでの筆頭株主であった元CEOマイケル・アイズナーの1.7％、ディズニー名誉取締役のロイ・E・ディズニーの約1％を上回った。ピクサーの株主は、ピクサーの株式1株につき、2.3株のディズニーの株式を受け取った。
この取引により、当時副社長であったジョン・ラセターは、ピクサーとウォルト・ディズニー・アニメーション・スタジオ（ディズニートゥーン・スタジオを含む）のチーフ・クリエイティブ・オフィサー（社長兼CEOロバート・アイガー直属、ディズニー取締役ロイ・E・ディズニーと協議）となり、同社のテーマパークをデザイン・建設するウォルト・ディズニー・イマジニアリングではプリンシパル・クリエイティブアドバイザーとなった。キャットマルはピクサーの社長の地位を維持しながら、ウォルト・ディズニー・アニメーション・スタジオの社長に就任し、アイガーとウォルト・ディズニー・スタジオの会長であるディック・クックの下につくことになった。ジョブズはピクサーの会長兼CEOの座は廃止され、代わりにディズニーの取締役に就任した。
2006年5月に買収が完了した後、ラセターは、アイガーが2005年9月の香港ディズニーランド開園時のパレードを見て、ディズニーがピクサーを買収する必要性に気付いたことを明かした。パレードに登場するディズニーキャラクターのうち、過去10年以内にディズニーが生み出したキャラクターが1人もいないことに気づいたのだ。そして、COOからCEOに昇格して最初の取締役会で、その情報を取締役に伝え、取締役会は彼にピクサーとの提携の可能性を探ることを許可したのである。ラセターとキャットマルは、ピクサー買収の話が持ち上がったとき、警戒していたが、ジョブズはアイガーにチャンスを与えるよう求め（2005年夏、アイガーと第5世代iPod Classic用のABC番組の権利について交渉した自身の経験から）、逆にアイガーは、ディズニーが本当にアニメーションに再び力を入れる必要があるというアドバイスを受け、彼らを説得することになった。

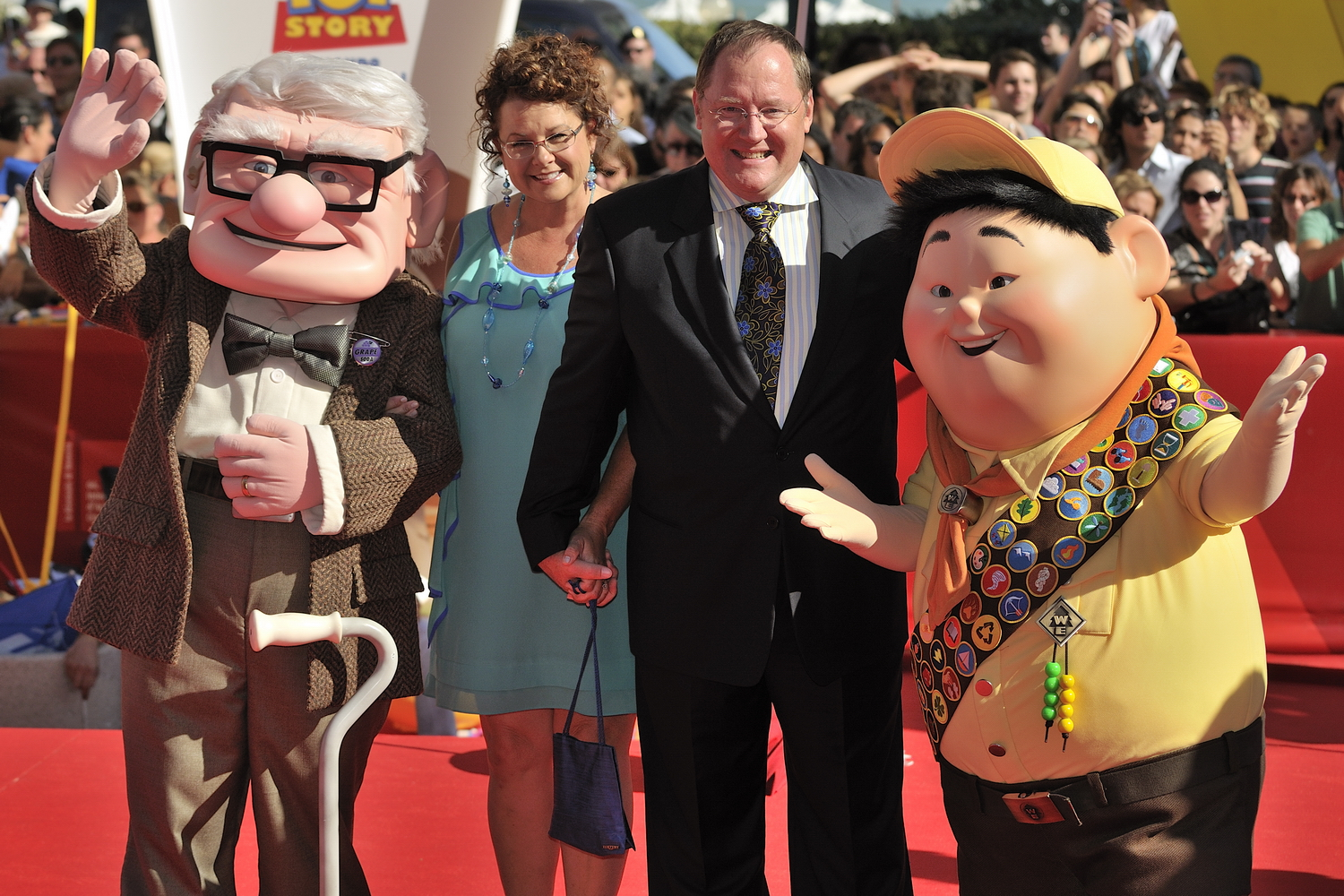
2009年のヴェネツィア国際映画祭にて、『カールじいさんの空飛ぶ家』のキャラクターと一緒に登場したジョン・ラセターと妻のナンシー・ラセター。

しかし、ラセターとキャットマルがウォルト・ディズニー・フィーチャー・アニメーションとピクサーの両スタジオを統括することは、両スタジオの合併を意味するものではなかった。実際、アナリストが懸念していたピクサーの独立性を確保するための追加条件が提示されたのである。その条件の中には、雇用契約を結ばないなど、ピクサーの人事方針がそのまま残るというものもあった。また、ピクサーの名前は継続することが保証され、スタジオは 「Pixar」のロゴがある現在のカリフォルニア州エメリービルに存続する。そして、統合後に製作される作品のブランドは、『カーズ』から始まる「Disney・Pixar」となった。
『WALL・E/ウォーリー』（2008年）のプロデューサーであるジム・モリスがピクサーのジェネラルマネージャーになった。この役職でモリスは、スタジオの施設と作品の責任者となった。
数年後、ラセターとキャットマルはピクサー・ブレイントラストの基本原則をディズニー・アニメーションに移すことに成功したが、ディズニー・ストーリー・トラストの会議はピクサー・ブレイントラストの会議よりも「丁寧」だと伝えられている。キャットマルは、合併後、（所有権や経営陣が共通であるにもかかわらず）各スタジオのアイデンティティと文化を維持するために、ラセターとともに、各スタジオは独自のプロジェクトにのみ責任を持ち、他方から人材を借りたり仕事を貸し出すことは許されないという「厳しい一線を引いた」と後に説明している。このルールによって、各スタジオはプロジェクトの「ローカルオーナーシップ」を維持し、自分たちの仕事に誇りを持つことができるのである。そのため、例えばピクサーは『レミーのおいしいレストラン』で、ディズニー・アニメーションは『ボルト』（2008年）で問題を起こしたとき、「誰も手出しをしない」、たとえ他のスタジオに協力する人材がいることがわかっていても「自分たちで問題を解決する」ことが求められたのである。

#### 拡張とジョン・ラセターの退社（2010年 - 2018年）
2010年4月20日には、カナダのブリティッシュコロンビア州バンクーバーのダウンタウン地区にピクサー・カナダを新しく開設した。そこでは、『トイ・ストーリー』と『カーズ』のキャラクターを題材にした7本の短編作品が制作されたが、開設から3年後の2013年10月に閉鎖した。
2011年10月5日にジョブズが死去した。2014年11月、モリスはピクサーの社長に昇格し、ディズニー・アニメーションのゼネラルマネージャーであるアンドリュー・ミルスタインも同スタジオの社長に昇格した。どちらも、ディズニー・アニメーションとピクサー両方の社長という役職を維持するキャットマルの直属となった。
2017年11月21日、ラセターはスタッフへのメモの中で自身の不適切なハグを認めたあと、6か月の休暇を取ることを発表した。ハリウッド・リポーターやワシントン・ポストによると、ラセターにはスタッフに対するセクハラ疑惑があった。2018年6月8日、ラセターは年内でウォルト・ディズニー・アニメーション・スタジオとピクサーを去るが、それまでは相談役を担うことが発表され、6月19日にはラセターの後任としてピート・ドクターがピクサーのCCOに就任することが発表された。

#### 続編と興行成績の好調（2018年 - 2019年）
2018年6月15日に『インクレディブル・ファミリー』が公開され、アニメーション映画歴代最高の6億ドル以上の興行収入を記録した。この作品は、アメリカ合衆国のみならず全世界で12億ドル以上の興行収入を記録した。2018年10月23日、キャットマルが引退することが発表された。彼は2019年7月まで顧問職に留まった。2019年1月18日、リー・アンクリッチが25年間在籍したピクサーを退社することが発表された.。2019年6月21日に『トイ・ストーリー4』が公開されるや否や、『インクレディブル・ファミリー』が打ち立てたオープニング興行収入を超える興行収入を記録。この作品は10億ドル以上の利益を上げ、第92回アカデミー賞では長編アニメーション賞を受賞した。D23 Expo 2019で、ピクサーは次回作『ソウルフル・ワールド』を2020年に公開すると発表した。Disney+の開始に先立ち、ピクサーに所属するスタッフが制作した短編シリーズとして『スパークス 奇跡の瞬間』を発表した。

#### 新型コロナウイルス、Disney+での配信、赤字の苦境（2020年 - ）
ピクサーは2020年3月6日に『2分の1の魔法』を公開した。しかし、新型コロナウイルス感染拡大の影響を受け、興行成績は振るわず、3月20日にデジタル配信サービスでレンタルが開始され、4月3日にDisney+で配信された。その後、パンデミックの影響により、『ソウルフル・ワールド』は2020年11月に延期され、その後、2020年12月25日にDisney+で追加料金なしで配信され、後にストリーミング配信したアニメーション作品として初めてアカデミー長編アニメ映画賞を受賞した。その後も、2021年6月に『あの夏のルカ』が、2022年3月に『私ときどきレッサーパンダ』が同様の理由でDisney+での配信となった。2021年、何人かのピクサーのスタッフは、ディズニーが作品をDisney+で独占配信することを決定したことを匿名で批判した。
2022年6月、ピクサーにとって劇場公開復帰作となる『バズ・ライトイヤー』が公開された。しかし、この映画は興行収入面では微妙な結果に終わり、デッドライン・ハリウッドは、すべての費用と収益を考慮すると、この映画はスタジオに1億600万ドルの損失を与えたと計算した。2022年9月、ジョナス・リヴェラはピクサーの上級副社長に昇進し、すべての映画とストリーミングの制作を指揮することになった。2022年12月、ディズニーCEOのボブ・アイガーは、ピクサーブランドへのより強い信頼を示した。2023年6月、ディズニーは『バズ・ライトイヤー』の監督アンガス・マクレーン、同作品のプロデューサーであるギャリン・サスマンを含む75人のスタッフを解雇した。
同月、『マイ・エレメント』が公開された。公開された週末にドクターは、ピクサーは「これらの映画はDisney+で視聴できることを観客に教えた」と述べた。事前の予想を下回る興行収入で公開されたにもかかわらず、『マイ・エレメント』は2023年8月上旬までに全世界で興行収入4億ドルを突破する大ヒット作となった。。ディズニーの劇場配給担当EVPであるトニー・チェンバースは、「公開初週の週末は残念な結果に終わったが、観客がこの映画の素晴らしさを知ってくれたことを本当に嬉しく思う」と述べた。同月、ジム・モリスは「今見ている興行収入では、（この映画は）劇場公開で採算が合う以上の成績を上げるはずだ。そして、ストリーミング、テーマパーク、商品からの収益もある。これは、ディズニーにとって間違いなく収益性の高い作品になるだろう」 と語った。同年12月、新型コロナウイルス感染拡大の影響で劇場公開が断念されていた前述の3作品が劇場公開されることが発表され、2024年1月より全世界で順次に劇場公開が行われた。
2024年1月、ピクサーのスタッフが約20%の解雇に直面し、総スタッフ数が1,000人未満に削減されることが報じられた。その後、同年5月からレイオフが実行されることになった。全従業員の14%（約175人）が対象となり、今後は動画配信のシリーズ製作を縮小させ、長編映画の製作に注力するとしている。
同年6月14日には『インサイド・ヘッド2』が公開され、興行成績を伸ばした。この作品の全米オープニング興行収入は1億5,400万ドルで、アニメーション映画としては3位、全世界では2億9,400万ドルで、アニメーション映画としては最大の興行収入を記録した。それ以来、この作品は数々の興行記録を塗り替えた。アニメーション映画としては2週目の週末の興行収入が1億ドルに達し、2週目の週末で興行収入が記録的な数字に達したのはこの作品が初めてである。世界興行収入10億ドルをわずか17日間で達成した作品としては最速記録を樹立し、『インクレディブル・ファミリー』を上回り、ピクサー作品として世界最高の興行収入を記録した。この大ヒットにより、近年苦戦を強いられていたピクサーであったが、それを覆すこととなった。

## キャンパス

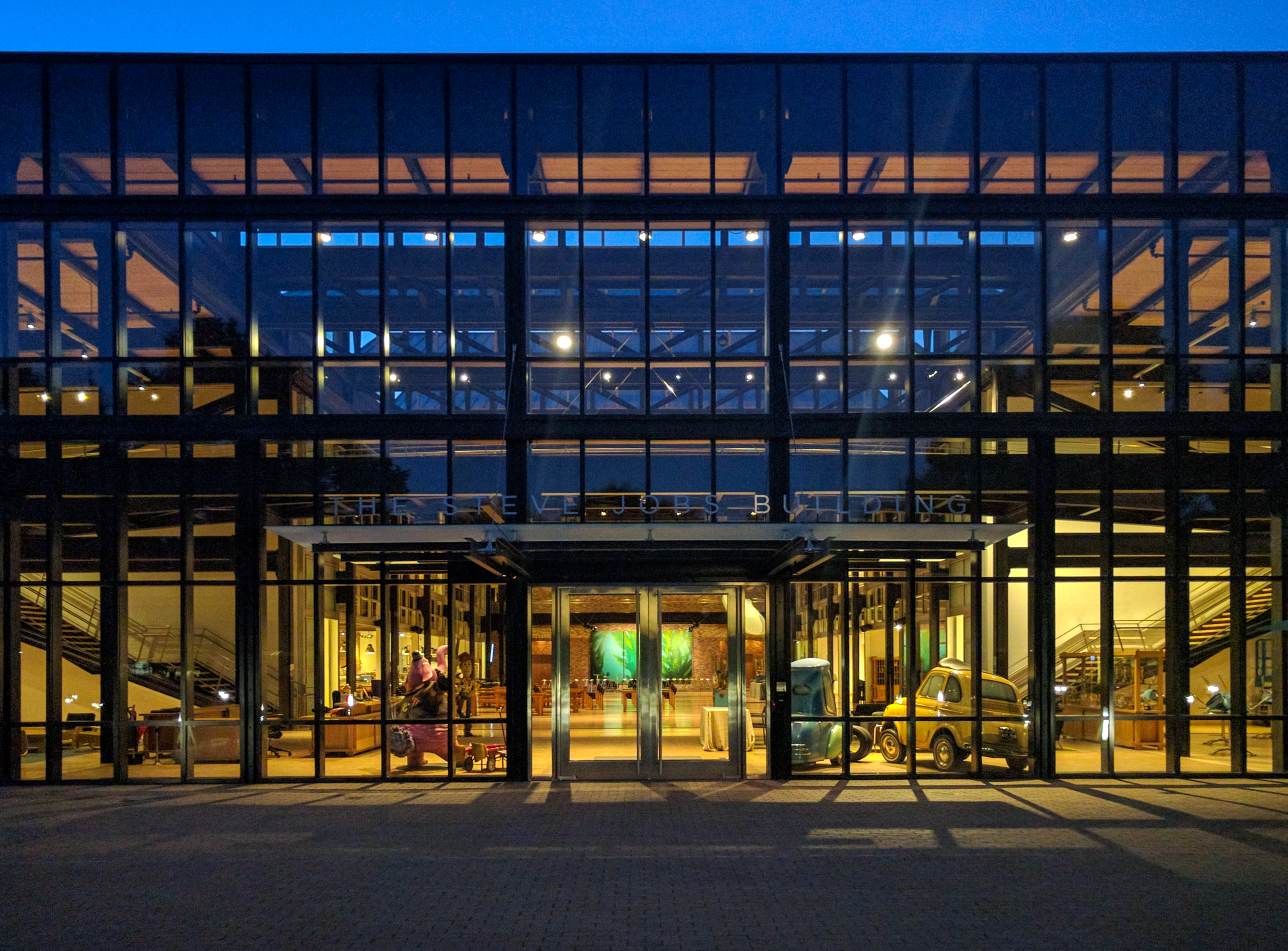
ザ・スティーブ・ジョブズ・ビルディングの外観

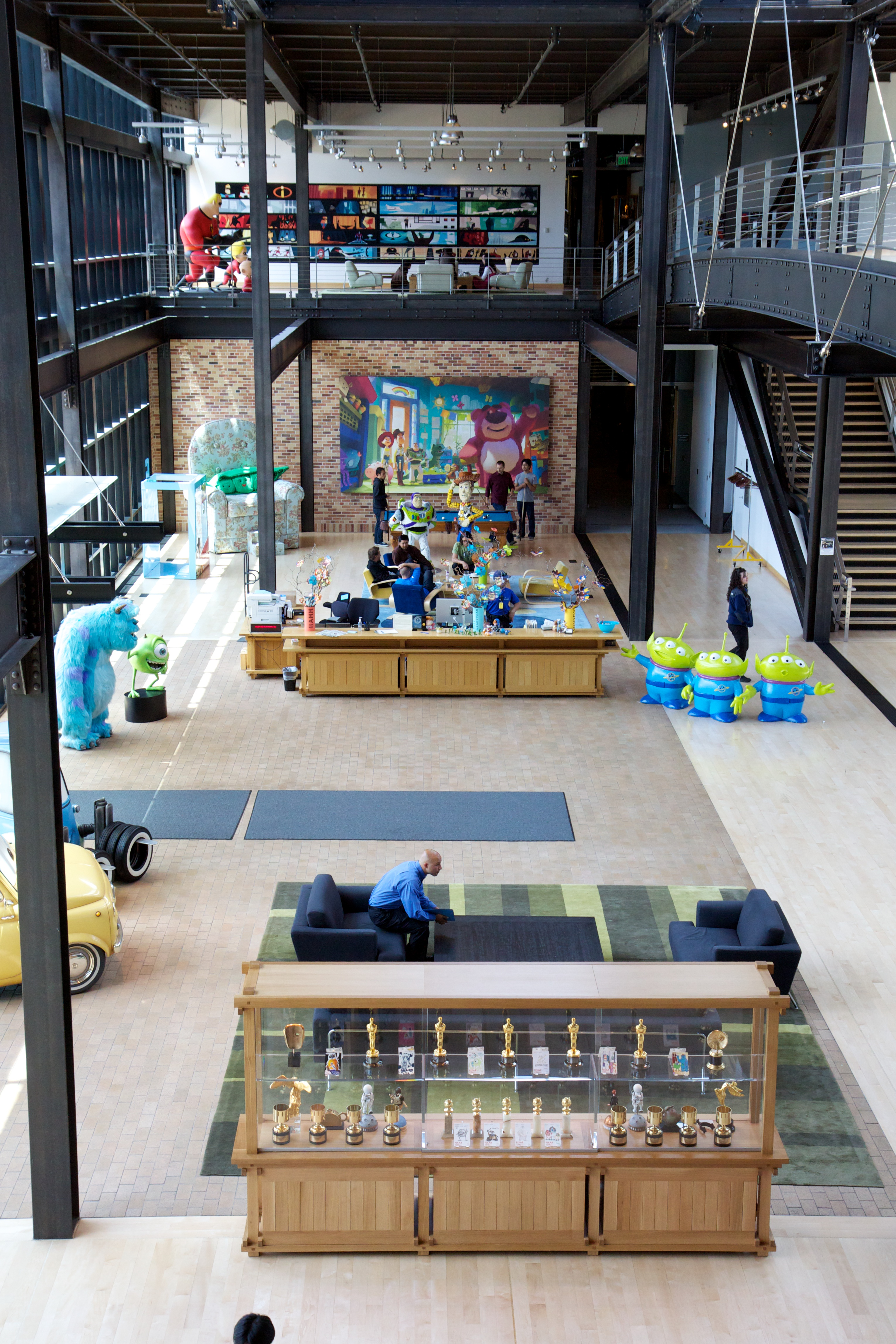
2010年のピクサー本社のアトリウムの様子

Appleとピクサーの最高経営責任者であるスティーブ・ジョブズと、当時ピクサーの副社長だったジョン・ラセターは、カリフォルニア州ポイント・リッチモンドの賃貸スペースから、より広い自社スタジオへの移転を決めたとき、カリフォルニア州エメリービルにある20エーカーの土地を選び、以前はデルモンテ・フーズが使用していた。ボーリン・サイウィンスキー・ジャクソンが設計したこの建物は、地震が起きても映画製作が続けられるよう、専用の土台や発電機を備えている。この建物の特徴は、エメリービルのかつての工場を思い起こさせるようなものである。鉄骨と石造りの2階建ての建物は、多くの通路を持つ共同スペースである。
映画製作におけるデジタル革命は、コンピューターによる物理学や緻密な数学を含む応用数学によってもたらされた。2008年、ピクサーのシニア・サイエンティストであるトニー・デローズは、エメリービル・キャンパスで第2回ジュリア・ロビンソン数学フェスティバルを開催することを申し出た。
ザ・スティーブ・ジョブズ・ビルディングの中に入ると、大量のレゴブロックでできた『トイ・ストーリー』に登場するウッディとバズや、『カーズ』に登場するルイジとグイドのオブジェがお出迎え。大きな空間が広がるアトリウムには、社員専用のカフェ、シリアルや果物などが無料で提供されるシリアルバー、ここでしか買うことのできない商品が売られているグッズショップなどが常設されている。さらに進むとクリエイターのオフィスが軒を連ねており、これらのオフィスはクリエイター自身の思い思いにカスタマイズすることが許可されている。かつてピクサーに所属していたジョン・ラセターのオフィスは、ピクサー作品のグッズが大量に陳列されたオフィスとなっており、中央には交友が深い宮崎駿の『となりのトトロ』などスタジオジブリ作品のグッズも目立っていた。また、本社の敷地内にはバスケットコート、サッカー場、プールなどの施設もあり、仕事の空き時間などにクリエイターが汗を流している。
ピクサー作品独特の世界観は、このような自由な空間からインスパイアされている。クリエイターが家族のように一丸となって働いているからこそ生まれるイマジネーションは、常に世界中に笑顔と感動を届けている。

## 作品

### 長編作品
『バグズ・ライフ』以降の各作品の冒頭と末尾では、1986年公開の短編作品『ルクソーJr.』に登場する同名のキャラクターが画面右から飛び跳ねながら現れ、ロゴのIの字を潰したあと、自分がIの字に扮するという社名ロゴの映像が流れるのが恒例となっている。『ウォーリー』、『インクレディブル・ファミリー』、『トイ・ストーリー4』では各々にアレンジしたものが流れる。
ピクサーは脚本を12人で分業しており、シーン毎に担当者をディレクターのような人が割り当てて行っている。それに加えて脚本を練り込むのに時間をかけることで有名で、平均で1本2年から3年かかる。また、日本人も多く就労しており、2007年からは堤大介が美術監督として就任し、『トイ・ストーリー3』などを手がけている他、『カーズ2』にもスシ・シェフ役で声の出演をしている。
| #  | 邦題/原題                                        | 米公開日       | 日本公開日     | 監督                                                           |
| -- | ------------------------------------------------ | -------------- | -------------- | -------------------------------------------------------------- |
| 1  | トイ・ストーリー Toy Story                       | 1995年11月22日 | 1996年03月23日 | ジョン・ラセター                                               |
| 2  | バグズ・ライフ A Bug's Life                      | 1998年11月25日 | 1999年03月13日 | ジョン・ラセター                                               |
| 3  | トイ・ストーリー2 Toy Story 2                    | 1999年11月24日 | 2000年03月11日 | ジョン・ラセター                                               |
| 4  | モンスターズ・インク Monsters, Inc.              | 2001年11月02日 | 2002年03月02日 | ピート・ドクター                                               |
| 5  | ファインディング・ニモ Finding Nemo              | 2003年05月30日 | 2003年12月06日 | アンドリュー・スタントン                                       |
| 6  | Mr.インクレディブル The Incredibles              | 2004年11月05日 | 2004年12月04日 | ブラッド・バード                                               |
| 7  | カーズ Cars                                      | 2006年06月09日 | 2006年07月01日 | ジョン・ラセター                                               |
| 8  | レミーのおいしいレストラン Ratatouille           | 2007年06月29日 | 2007年07月28日 | ブラッド・バード                                               |
| 9  | ウォーリー WALL-E                                | 2008年06月27日 | 2008年12月05日 | アンドリュー・スタントン                                       |
| 10 | カールじいさんの空飛ぶ家 Up                      | 2009年05月29日 | 2009年12月05日 | ピート・ドクター                                               |
| 11 | トイ・ストーリー3 Toy Story 3                    | 2010年06月18日 | 2010年07月10日 | リー・アンクリッチ                                             |
| 12 | カーズ2 Cars 2                                   | 2011年06月24日 | 2011年07月30日 | ジョン・ラセター                                               |
| 13 | メリダとおそろしの森 Brave                       | 2012年06月22日 | 2012年07月21日 | マーク・アンドリュース ブレンダ・チャップマン                  |
| 14 | モンスターズ・ユニバーシティ Monsters University | 2013年06月21日 | 2013年07月06日 | ダン・スキャンロン                                             |
| 15 | インサイド・ヘッド Inside Out                    | 2015年06月19日 | 2015年07月18日 | ピート・ドクター                                               |
| 16 | アーロと少年 The Good Dinosaur                   | 2015年11月25日 | 2016年03月12日 | ピーター・ソーン                                               |
| 17 | ファインディング・ドリー Finding Dory            | 2016年06月17日 | 2016年07月16日 | アンドリュー・スタントン                                       |
| 18 | カーズ/クロスロード Cars 3                       | 2017年06月16日 | 2017年07月15日 | ブライアン・フィー                                             |
| 19 | リメンバー・ミー Coco                            | 2017年11月22日 | 2018年03月16日 | リー・アンクリッチ                                             |
| 20 | インクレディブル・ファミリー Incredibles 2       | 2018年06月15日 | 2018年08月01日 | ブラッド・バード                                               |
| 21 | トイ・ストーリー4 Toy Story 4                    | 2019年06月21日 | 2019年07月12日 | ジョシュ・クーリー                                             |
| 22 | 2分の1の魔法 Onward                              | 2020年03月06日 | 2020年08月21日 | ダン・スキャンロン                                             |
| 23 | ソウルフル・ワールド Soul                        | 2020年12月25日 | 2020年12月25日 | ピート・ドクター                                               |
| 24 | あの夏のルカ Luca                                | 2021年06月18日 | 2021年06月18日 | エンリコ・カサローザ                                           |
| 25 | 私ときどきレッサーパンダ Turning Red             | 2022年03月11日 | 2022年03月11日 | ドミー・シー                                                   |
| 26 | バズ・ライトイヤー Lightyear                     | 2022年06月17日 | 2022年07月01日 | アンガス・マクレーン                                           |
| 27 | マイ・エレメント Elemental                       | 2023年06月16日 | 2023年08月04日 | ピーター・ソーン                                               |
| 28 | インサイド・ヘッド2 Inside Out 2                 | 2024年06月14日 | 2024年08月01日 | ケルシー・マン                                                 |
| 29 | 星つなぎのエリオ Elio                            | 2025年06月20日 | 2025年08月01日 | ドミー・シー マデリーン・シャラフィアン エイドリアン・モリーナ |
| 30 | 私がビーバーになる時 Hoppers                     | 2026年03月06日 | TBA            | ダニエル・チョン                                               |
| 31 | トイ・ストーリー5（原題） Toy Story 5            | 2026年06月19日 | TBA            | アンドリュー・スタントン                                       |
| 32 | ガットー（原題） Gatto                           | 2027年06月18日 | TBA            | エンリコ・カサローザ                                           |
| 34 | リメンバー・ミー2（原題） Coco 2                 | 2029年         | TBA            | リー・アンクリッチ                                             |
|    | インクレディブル3（原題） Incredibles 3          | TBA            | TBA            | ピーター・ソーン                                               |

#### 今後の公開作品
2026年以降には、『ファインディング・ニモ』と『Mr.インクレディブル』のシリーズ3作目の制作が検討されていることが報じられ、その後D23 Expo 2024にて、『インクレディブル3（原題）』の制作が公式に発表された。

### 短編作品
一部を除いたピクサーの長編作品の前には、同社の短編作品が同時上映されている。また、2002年の『マイクとサリーの新車でGO!』以降は、長編作品の映像ソフトにおけるボーナス・コンテンツ用として、スピンオフの新作短編作品を制作することも多くなっている。
大抵の短編作品は同時上映された長編作品の映像ソフトにボーナス・コンテンツとしてそれぞれ収録されるが、2007年11月6日には短編作品集である『ピクサー・ショート・フィルム＆ピクサー・ストーリー 完全保存版』を発売し、『アンドレとウォーリーB.の冒険』から『リフテッド』までの短編作品がまとめて収録された。さらに、2012年11月9日には『ユア・フレンド・ザ・ラット』から『月と少年』までの短編作品が収録された『ピクサー・ショート・フィルム Vol.2』が、2018年11月9日には『レックスはお風呂の王様』から『Bao』までの短編作品が収録された『ピクサー・ショート・フィルム Vol.3』が発売された。
2019年以降は『スパークス 奇跡の瞬間』として、ピクサーに所属するアーティストやディレクターが制作した、独立した短編作品も公開されている。エル・キャピタン劇場でこのシリーズ最初の3作品『心をつむいで』、『ハイタッチ』、『猫とピットブル』を発表したのち、YouTubeにてこれらを公開した。また、Disney+でも配信されている。
| 邦題/原題                                                                    | 公開年 | 監督                                          | 同時上映                                                  | 同時収録                     |
| ---------------------------------------------------------------------------- | ------ | --------------------------------------------- | --------------------------------------------------------- | ---------------------------- |
| アンドレとウォーリーB.の冒険 The Adventures of André & Wally B.              | 1984年 | アルヴィ・レイ・スミス                        | トイ・ストーリー                                          | -                            |
| ルクソーJr. Luxo Jr.                                                         | 1986年 | ジョン・ラセター                              | トイ・ストーリー2                                         | トイ・ストーリー2            |
| レッズ・ドリーム Red's Dream                                                 | 1987年 | ジョン・ラセター                              | -                                                         | -                            |
| ティン・トイ Tin Toy                                                         | 1988年 | ジョン・ラセター                              | -                                                         | トイ・ストーリー             |
| ニックナック Knick Knack                                                     | 1989年 | ジョン・ラセター                              | ファインディング・ニモ ナイトメアー・ビフォア・クリスマス | ファインディング・ニモ       |
| ゲーリーじいさんのチェス Geri's Game                                         | 1997年 | ヤン・ピンカヴァ                              | バグズ・ライフ                                            | バグズ・ライフ               |
| フォー・ザ・バーズ For the Birds                                             | 2000年 | ラルフ・エグルストン                          | モンスターズ・インク あの夏のルカ                         | モンスターズ・インク         |
| マイクとサリーの新車でGO! Mike's New Car                                     | 2002年 | ピート・ドクター ロジャー・L・ゴールド        | -                                                         | モンスターズ・インク         |
| バウンディン Boundin'                                                        | 2003年 | バッド・ラッキー                              | Mr.インクレディブル                                       | Mr.インクレディブル          |
| ジャック・ジャック・アタック! Jack-Jack Attack                               | 2005年 | ブラッド・バード                              | -                                                         | Mr.インクレディブル          |
| ワン・マン・バンド One Man Band                                              | 2006年 | アンドリュー・ヒメネス マーク・アンドリュース | カーズ                                                    | カーズ                       |
| メーターと恐怖の火の玉 Mater and the Ghostlight                              | 2006年 | ジョン・ラセター                              | -                                                         | カーズ                       |
| リフテッド Lifted'                                                           | 2007年 | ゲイリー・ライドストロム                      | レミーのおいしいレストラン                                | レミーのおいしいレストラン   |
| ユア・フレンド・ザ・ラット Your Friend the Rat                               | 2007年 | ジム・カポビアンコ                            | -                                                         | レミーのおいしいレストラン   |
| マジシャン・プレスト Presto                                                  | 2008年 | ダグ・スウィートランド                        | ウォーリー                                                | ウォーリー                   |
| バーニー BURN-E                                                              | 2008年 | アンガス・マクレーン                          | -                                                         | ウォーリー                   |
| 晴れ ときどき くもり Partly Cloudy                                           | 2009年 | ピーター・ソーン                              | カールじいさんの空飛ぶ家                                  | カールじいさんの空飛ぶ家     |
| ダグの特別な1日 Dug's Special Mission                                        | 2009年 | ロニー・デル・カルメン                        | -                                                         | カールじいさんの空飛ぶ家     |
| ジョージとAJ George and A.J.                                                 | 2009年 | ジョシュ・クーリー                            |                                                           | カールじいさんの空飛ぶ家     |
| デイ&ナイト Day & Night                                                      | 2010年 | テディ・ニュートン                            | トイ・ストーリー3                                         | トイ・ストーリー3            |
| 月と少年 La Luna                                                             | 2011年 | エンリコ・カサローザ                          | メリダとおそろしの森                                      | メリダとおそろしの森         |
| ハワイアン・バケーション Hawaiian Vacation                                   | 2011年 | ゲイリー・ライドストロム                      | カーズ2                                                   | カーズ2                      |
| ニセものバズがやって来た Small Fry                                           | 2011年 | アンガス・マクレーン                          | ザ・マペッツ                                              | -                            |
| レックスはお風呂の王様 Partysaurus Rex                                       | 2012年 | マーク・ウォルシュ                            | ファインディング・ニモ 3D                                 | モンスターズ・インク         |
| モルデューの伝説 The Legend of Mor'du                                        | 2012年 | ブライアン・ラーセン                          | -                                                         | メリダとおそろしの森         |
| ブルー・アンブレラ The Blue Umbrella                                         | 2013年 | サーシャ・アンセルド                          | モンスターズ・ユニバーシティ                              | モンスターズ・ユニバーシティ |
| モンスターズ・パーティ Party Central                                         | 2013年 | ケルシー・マン                                | ザ・マペッツ2/ワールド・ツアー                            | -                            |
| 南の島のラブソング Lava                                                      | 2014年 | ジェームズ・フォード・マーフィー              | インサイド・ヘッド                                        | インサイド・ヘッド           |
| ボクのスーパーチーム Sanjay's Super Team                                     | 2015年 | サンジェイ・パテル                            | アーロと少年                                              | アーロと少年                 |
| ライリーの初デート? Riley's First Date?                                      | 2015年 | ジョシュ・クーリー                            | -                                                         | インサイド・ヘッド           |
| ひな鳥の冒険 Piper                                                           | 2016年 | アラン・バリラーロ                            | ファインディング・ドリー                                  | ファインディング・ドリー     |
| 突撃!海中インタビュー Marine Life Interviews                                 | 2016年 | ロス・ホールデン・スティーブンソン            | -                                                         | ファインディング・ドリー     |
| LOU Lou                                                                      | 2017年 | デイブ・マリンズ                              | カーズ3                                                   | カーズ3                      |
| 生徒募集!ミス・フリッターのレーシング・スクール Miss Fritter's Racing Skoool | 2017年 | ジェームス・フォード・マーフィー              | -                                                         | カーズ3                      |
| Bao                                                                          | 2018年 | ドミー・シー                                  | インクレディブル・ファミリー                              | インクレディブル・ファミリー |
| ジャック・ジャックとエドナおばたん Auntie Edna                               | 2018年 | テッド・マト                                  | -                                                         | インクレディブル・ファミリー |
| ボー・ピープはどこに? Lamp Life                                              | 2020年 | バレリー・ラポイント                          | -                                                         | -                            |
| 22番 vs 人間の世界 22 vs. Earth                                              | 2021年 | ケビン・ノルティング                          | -                                                         | -                            |
| アルベルトの手紙 Ciao Alberto                                                | 2021年 | マッケンナ・ハリス                            | -                                                         | -                            |
| カールじいさんのデート Carl's Date                                           | 2023年 | ボブ・ピーターソン                            | マイ・エレメント                                          | マイ・エレメント             |

#### スパークス 奇跡の瞬間
| 邦題/原題                           | 公開年 | 監督                         |
| ----------------------------------- | ------ | ---------------------------- |
| 心をつむいで Purl                   | 2019年 | クリステン・レスター         |
| ハイタッチ Smash and Grab           | 2019年 | ブライアン・ラーセン         |
| 猫とピットブル Kitbull              | 2019年 | ロサーナ・サリバン           |
| 宙を舞う Float                      | 2019年 | ボビー・ルビオ               |
| 風に乗る Wind                       | 2019年 | エドウィン・チャング         |
| ループ Loop                         | 2020年 | エリカ・ミルソム             |
| 殻を破る Out                        | 2020年 | スティーブン・ハンター       |
| 夢追いウサギ Burrow                 | 2020年 | マデリン・シャラファイアン   |
| 誕生日シンドローム Twenty Something | 2021年 | アフトン・コービン           |
| おばあちゃんの特別な日 Nona         | 2021年 | ルイ・ゴンザレス             |
| マイセルフ Self                     | 2024年 | シーリット・カサイ・フールフ |

### シリーズ作品

#### カーズトゥーン
| 邦題/原題                                        | 公開年 | 監督             |
| ------------------------------------------------ | ------ | ---------------- |
| レスキューチーム メーター Rescue Squad Mater     | 2008年 | ジョン・ラセター |
| メーター ザ・スタントカー Mater the Greater      | 2008年 | ジョン・ラセター |
| 闘牛士 メーター El Materdor                      | 2008年 | ジョン・ラセター |
| メーターの東京レース Tokyo Mater                 | 2008年 | ジョン・ラセター |
| UFM 未確認飛行メーター Unidentified Flying Mater | 2009年 | ジョン・ラセター |
| モンスタートラック メーター Monster Truck Mater  | 2010年 | ジョン・ラセター |
| ヘヴィ メタル メーター Heavy Metal Mater         | 2010年 | ジョン・ラセター |
| ムーン メーター Moon Mater                       | 2010年 | ロブ・ギブス     |
| 名探偵 メーター Mater Private Eye                | 2010年 | ロブ・ギブス     |
| 飛行機メーター Air Mater                         | 2011年 | ロブ・ギブス     |
| タイムトラベル メーター Time Travel Mater        | 2012年 | ロブ・ギブス     |

| 邦題/原題                                                   | 公開年 | 監督                          |
| ----------------------------------------------------------- | ------ | ----------------------------- |
| マックィーンのしゃっくり Hiccups                            | 2013年 | ジェレミー・ライスキー        |
| レッドと小さな友達 Bugged                                   |        | ジェレミー・ライスキー        |
| グイドは看板ダンサー Spinning                               |        | ジェレミー・ライスキー        |
| ラジエーター・スプリングス 500 ½ The Radiator Springs 500 ½ | 2014年 | ロブ・ギブス スコット・モース |

#### フォーキーのコレって何?
原題：Forky Asks a Question。1シーズン、全10話。
| 邦題/原題                                 | 公開年 | 監督               |
| ----------------------------------------- | ------ | ------------------ |
| お金って何? What Is Money?                | 2019年 | ボブ・ピーターソン |
| 友達って何? What Is a Friend?             | 2019年 | ボブ・ピーターソン |
| 芸術って何? What Is Art?                  | 2019年 | ボブ・ピーターソン |
| 時間って何? What Is Time?                 | 2019年 | ボブ・ピーターソン |
| 愛って何? What Is Love?                   | 2019年 | ボブ・ピーターソン |
| コンピューターって何? What Is a Computer? | 2019年 | ボブ・ピーターソン |
| リーダーって何? What Is a Leader?         | 2019年 | ボブ・ピーターソン |
| ペットって何? What Is a Pet?              | 2019年 | ボブ・ピーターソン |
| チーズって何? What Is Cheese?             | 2020年 | ボブ・ピーターソン |
| 読むって何? What Is Reading?              | 2020年 | ボブ・ピーターソン |

#### ピクサー・ポップコーン・ショーツ
原題：Pixar Popcorn。1シーズン、全10話。
| 邦題/原題                                                                     | 公開年 | 監督                                 |
| ----------------------------------------------------------------------------- | ------ | ------------------------------------ |
| フィットネスのかなたへ To Fitness and Beyond                                  | 2021年 | アダム・ロドリゲス                   |
| みんなで駐車大会 Unparalleled Parking                                         | 2021年 | ジェームズ・フォード・マーフィー     |
| ドリーと落とし物 Dory Finding                                                 | 2021年 | マイカル・マカレヴィッチ             |
| ソウルフル・シティ Soul of the City                                           | 2021年 | クリストファー・チュア               |
| ダッキー&バニー:こどものお気に入り Fluffy Stuff with Ducky and Bunny: Love    | 2021年 | ロバート・H・ラス                    |
| インクレディブルなお掃除 Chore Day the Incredibles Way                        | 2021年 | アラン・バリラーロ                   |
| 死者たちの一日 A Day in the Life of the Dead                                  | 2021年 | アリソン・ラトランド                 |
| ダッキー&バニー:ヒツジのトリオ Fluffy Stuff with Ducky and Bunny: Three Heads | 2021年 | ロバート・H・ラス                    |
| ダンシング・ウィズ・ザ・カーズ Dancing with the Cars                          | 2021年 | ファン・カルロス・ナヴァロ・カリオン |
| クッキーは誰の手に? Cookie Num Num                                            | 2021年 | ジェイ・ヒョンジュ・キム             |

#### ダグの日常
原題：Dug Days。1シーズン、全5話。

#### カーズ・オン・ザ・ロード
原題：Cars on the Road。1シーズン、全9話。

#### 『インサイド・ヘッド』の世界より:ライリーの夢の製作スタジオ
原題：Dream Productions。1シーズン、全4話。

#### ウィン OR ルーズ
原題：Win or Lose。1シーズン、全8話。

### テレビスペシャル作品
| 邦題/原題                                                    | 米放送日       | 日本放送日     | 監督                 |
| ------------------------------------------------------------ | -------------- | -------------- | -------------------- |
| トイ・ストーリー・オブ・テラー! Toy Story of Terror!         | 2013年10月16日 | 2015年07月02日 | アンガス・マクレーン |
| トイ・ストーリー 謎の恐竜ワールド Toy Story That Time Forgot | 2014年12月02日 | 2015年07月18日 | スティーヴ・パーセル |

## ビデオゲーム
| タイトル                                                             | 開発者 | 発売日                | システム |
| -------------------------------------------------------------------- | --- | --------------------- | --- |
| トイ・ストーリー                                                     | - Traveller's Tales - Psygnosis - Tiertex Design Studios（Game Boy） - Disney Interactive（Windows）                                                                       | 1995                  | SNES、Sega Mega Drive/Genesis、Game Boy                                                                                              |
| Toy Story                                                            | Tiger Electronics | 1995                  | Handheld LCD Game |
| Disney's Animated Storybook: Toy Story                               | Disney Interactive, Inc. Media Station, Inc. | 1996                  | Macintosh |
| Disney's Toy Story Activity Center                                   | Disney Interactive, Inc. Media Station, Inc. | 1996                  | Macintosh |
| バグズ・ライフ                                                       | Traveller's Tales Tiertex Design Studios、Activision、THQ | 1998                  | PlayStation、Windows、Nintendo 64、PlayStation Network                                                                               |
| A Bug's Life                                                         | Tiertex Design Studios、THQ | 1998                  | Game Boy Color |
| A Bug's Life                                                         | Tiger Electronics | 1998                  | Handheld LCD Game |
| A Bug’s Life                                                         | SEGA Toys Co., Ltd. | 1999                  | SEGA Pico |
| Disney's Activity Centre: Disney•Pixar A Bug's Life                  | Disney Interactive、THQ | 1999                  | PlayStation、Windows |
| Toy Story 2: Buzz Lightyear to the Rescue                            | Traveller's Tales | 1999                  | PlayStation、Nintendo 64、Sega Dreamcast、Windows                                                                                    |
| Toy Story 2                                                          | Traveller's Tales | 1999                  | Game Boy Color |
| Disney's Activity Center: Disney • Pixar Toy Story 2                 | Engineering Animation Inc. | 1999                  | Windows |
| Disney • Pixar Buzz Lightyear: 2nd Grade                             | Human Code, Inc. | 2000                  | Windows |
| Buzz Lightyear of Star Command                                       | Traveller's Tales | 2000                  | Sega Dreamcast、PlayStation、Windows                                                                                                 |
| Buzz Lightyear of Star Command                                       | Traveller's Tales | 2000                  | Game Boy Color |
| en:Toy Story Racer                                                   | Traveller's Tales | 2001                  | PlayStation |
| Toy Story Racer                                                      | Tiertex Design Studios | 2001                  | Game Boy Color |
| Monsters, Inc.                                                       | Kodiak Interactive THQ | 2001                  | PlayStation 2 |
| Monsters, Inc.: Scream Team Training                                 | Gorilla Systems Corporation | 2001                  | Windows |
| Monsters, Inc.                                                       | Vicarious Visions | 2001                  | Game Boy Color |
| モンスターズ・インク                                                 | Natsume Co., Ltd. | 2001                  | Game Boy Advance |
| Monsters Inc.: Monster Tag                                           | Sapient Interactive | 2001                  | Windows |
| Monsters Inc.: Wreck Room Arcade - Bowling for Screams               | Sapient Interactive | 2001                  | Windows |
| Monsters Inc.: Wreck Room Arcade: Eight Ball Chaos                   | Sapient Interactive | 2001                  | Windows |
| Monsters Inc.: Pinball Panic Mini Game                               | Sapient Interactive | 2001                  | Windows |
| モンスターズ・インク モンスター・アカデミー                          | Artificial Mind and Movement | 2001                  | PlayStation、PlayStation 2、Microsoft Windows                                                                                        |
| Mike's Monstrous Adventure                                           | Hulabee Entertainment Inc. | 2002                  | Windows |
| en:Monsters, Inc. Scream Arena                                       | Radical Entertainment、THQ | 2002                  | GameCube |
| ファインディング・ニモ                                               | Traveller's Tales THQ | 2003                  | mobile phone、PlayStation 2、Xbox、GameCube                                                                                          |
| Finding Nemo                                                         | KnowWonder | 2003                  | Macintosh、Microsoft Windows |
| ファインディング・ニモ                                               | Vicarious Visions | 2003                  | Game Boy Advance |
| Finding Nemo: Nemo's Underwater World of Fun                         | KnowWonder, Inc. | 2003                  | Windows |
| Mr.インクレディブル                                                  | Heavy Iron Studios Beenox THQ Aspyr | 2004                  | GameCube、PlayStation 2、Xbox、Microsoft Windows、OS X                                                                               |
| Mr.インクレディブル                                                  | Helixe | 2004                  | Game Boy Advance |
| The Incredibles: When Danger Calls                                   | ImaginEngine | 2004                  | Windows、Macintosh |
| ファインディング・ニモ 新たなる冒険                                  | Altron、THQ | 2004                  | Game Boy Advance |
| Mr.インクレディブル 強敵アンダーマイナー登場                         | Heavy Iron Studios （PS2、Xbox、GC） Beenox （PC、Mac） THQ | 2005                  | Microsoft Windows、Mac OS X、PlayStation 2、GameCube、Xbox                                                                           |
| The Incredibles: Rise of the Underminer                              | Helixe | 2005                  | Game Boy Advance |
| Mr.インクレディブル 強敵アンダーマイナー登場                         | Helixe | 2006                  | Nintendo DS |
| Toy Story and Beyond!                                                | Zizzle | 2006                  | Handheld LCD Game |
| The Incredibles: Mission Incredible                                  | VTech Electronics North America, L.L.C. | 2006                  | V.Flash |
| ファインディング・ニモ タッチでニモ                                  | Altron、THQ | 2006                  | Nintendo DS、Nintendo 3DS |
| カーズ                                                               | THQ Locomotive Games | 2006                  | PlayStation Portable |
| Cars Pinball Game                                                    | Zizzle | 2006                  | Handheld LCD Game |
| Cars Electronic Hand Held Game                                       | Zizzle | 2006                  | Handheld LCD Game |
| The World of Cars                                                    | Techno Source | 2006                  | Handheld LCD Game |
| カーズ                                                               | THQ Helixe | 2006                  | Nintendo DS |
| カーズ                                                               | THQ Helixe | 2006                  | Game Boy Advance |
| Cars: Radiator Springs Adventures                                    | THQ Rainbow Studios, Inc.、AWE Games | 2006                  | Macintosh、Microsoft Windows |
| カーズ                                                               | THQ Rainbow Studios（PlayStation 2、GameCube、Xbox、Xbox 360） Beenox（Microsoft Windows） Incinerator Studios（Wii）                                                      | 2006                  | PlayStation 2、GameCube、Xbox、Microsoft Windows、Xbox 360、Wii                                                                      |
| Cars: In the Fast Lane                                               | VTech Electronics North America, L.L.C. | 2006                  | V.Flash |
| レミーのおいしいレストラン                                           | THQ Heavy Iron Studios （PS3/X360） Asobo Studio （PS2/Xbox/GC/Wii/PC/Mac）                                                                                                | 2007                  | Wii、PlayStation 3、PlayStation 2、Xbox 360、Xbox、GameCube、Microsoft Windows、OS X、J2ME                                           |
| Ratatouille: Food Frenzy                                             | Helixe、THQ | 2007                  | Nintendo DS |
| Cars Mater-National Championship                                     | THQ Rainbow Studios（PlayStation 2、Xbox 360、Microsoft Windows） Incinerator Studios（PlayStation 3、Wii）                                                                | 2007                  | PlayStation 2、PlayStation 3、Xbox 360、Microsoft Windows、Wii                                                                       |
| Cars Mater-National Championship                                     | THQ Tantalus Interactive | 2007                  | Game Boy Advance |
| Cars Mater-National Championship                                     | THQ Tantalus Interactive | 2007                  | Nintendo DS |
| Cars                                                                 | LeapFrog Enterprises, Inc. | 2007                  | Leapster |
| Ratatouille: Cheese Rush                                             | Universomo, Ltd. | 2007                  | J2ME |
| Ratatouille: Rat 'N' Roll!                                           | Disney Interactive Studios | 2007                  | Browser |
| Ratatouille                                                          | LeapFrog Enterprises, Inc. | 2007                  | Leapster |
| Finding Nemo: Sea of Keys                                            | LeapFrog Enterprises, Inc. | 2007                  | ClickStart |
| Toy Story: To 100 and Beyond!                                        | LeapFrog Enterprises, Inc. | 2007                  | ClickStart |
| Ratatouille                                                          | Firemint Pty Ltd. | 2007                  | J2ME |
| Ratatouille                                                          | Helixe | 2007                  | Game Boy Advance |
| レミーのおいしいレストラン                                           | Helixe | 2007                  | Nintendo DS |
| Ratatouille                                                          | Locomotive Games | 2007                  | PSP |
| Ratatouille: Food Frenzy                                             | Helixe | 2007                  | Helixe |
| Cars: The Road to Learning!                                          | LeapFrog Enterprises, Inc. | 2008                  | Leapster |
| Toy Story                                                            | Techno Source | 2008                  | Handheld LCD Game |
| ウォーリー                                                           | THQ Heavy Iron Studios （PS3/X360/Wii） Asobo Studio（PS2/PSP/PC/Mac） Helixe （DS） Savage Entertainment （PSP）                                                          | 2008                  | Microsoft Windows、Nintendo DS、PlayStation 2、PlayStation 3、PlayStation Portable、Wii、Xbox 360、Mac OS X                          |
| ウォーリー                                                           | THQ Helixe | 2008                  | Nintendo DS |
| Woody to the Rescue                                                  | Disney Interactive | 2008                  | Browser |
| The World of Cars: Racing Wheel                                      | Techno Source | 2008                  | Handheld LCD Game |
| カールじいさんの空飛ぶ家                                             | THQ Heavy Iron Studios （PS3/X360/Wii） Asobo Studio （PS2/PSP/PC/Mac） | 2009                  | iOS、Xbox 360、Wii、PlayStation 3、PlayStation 2、PlayStation Portable、Mac OS X、Microsoft Windows、mobile phone、Leapster、V.Smile |
| カールじいさんの空飛ぶ家                                             | THQ Altron | 2009                  | Nintendo DS |
| en:Cars Race-O-Rama                                                  | THQ Incinerator Studios（PlayStation 2、PlayStation 3、Xbox 360, Wii） | 2009                  | PlayStation 2, PlayStation 3, Wii, Xbox 360                                                                                          |
| Cars Race-O-Rama                                                     | THQ Tantalus Media | 2009                  | PlayStation Portable、Nintendo DS |
| Toy Story Mania!                                                     | Papaya Studio Corporation | 2009                  | Wii |
| Toy Story 3                                                          | Avalanche Software（PlayStation 3、Xbox 360、Microsoft Windows、Wii） TransGaming（OS X） Asobo Studio（PlayStation 2、PlayStation Portable） Disney Mobile Studios（iOS） | 2010                  | PlayStation 2、PlayStation 3、PlayStation Portable、Wii、Microsoft Windows、Xbox 360                                                 |
| トイ・ストーリー3                                                    | n-Space | 2010                  | Nintendo DS |
| シューティングビーナ トイ・ストーリー3 ウッディとバズの大冒険!       | Disney | 2010                  | Advanced Pico Beena |
| Cars Toon: Mater's Tall Tales                                        | Papaya Studio | 2010                  | Microsoft Windows、Wii |
| Cars 2                                                               | Avalanche Software（PlayStation 3、Xbox 360、Microsoft Windows、Wii） TransGaming（OS X） Disney Mobile Studios（iOS） Raw Thrills（Arcade）                               | 2011                  | Wii、PlayStation 3、Xbox 360、Microsoft Windows                                                                                      |
| カーズ 2                                                             | Firebrand Games | 2011                  | Nintendo DS、Nintendo 3DS |
| Cars 2                                                               | Virtual Toys | 2011                  | PlayStation Portable |
| Cars 2                                                               | LeapFrog Enterprises, Inc. | 2011                  | Leapster |
| Kinect Rush: A Disney–Pixar Adventure Rush: A Disney–Pixar Adventure | Asobo Studio | 2012 2017（remaster） | Xbox 360（original）、Xbox One（remaster）、Microsoft Windows（remaster）                                                            |
| Brave                                                                | Leapfrog | 2012                  | Leaster Explorer、LeapPad Explorer                                                                                                   |
| Brave                                                                | Behaviour Interactive | 2012                  | Nintendo DS |
| Brave                                                                | Behaviour Interactive | 2012                  | PlayStation 3、Wii、Xbox 360、Microsoft Windows、Mac OS X                                                                            |
| Toy Story: Smash It!                                                 | Disney Interactive Studios | 2013                  | iOS、Android |
| Cars: Fast as Lightning                                              | Disney Interactive Studios | 2014                  | iOS、Android |
| Inside Out: Thought Bubbles                                          | Disney Interactive Studios | 2015                  | iOS、Android |
| カーズ3 勝利への道                                                   | Avalanche Software、Warner Bros. Interactive Entertainment | 2017                  | Nintendo Switch、Wii U、PlayStation 4、PlayStation 3、Xbox One、Xbox 360                                                             |
| レゴ インクレディブル・ファミリー                                    | TT Games、Warner Bros. Interactive Entertainment | 2018                  | Nintendo Switch、PlayStation 4、Xbox One、macOS                                                                                      |
| Toy Story Drop!                                                      | Disney Interactive Studios | 2019                  | iOS、Android |

## 中止された映画
| タイトル                                                         | 説明 |
| ---------------------------------------------------------------- | --- |
| Monkey                                                           | ピクサーが1985年にルーカスフィルムの一部だった頃、エドウィン・キャトモルとアルビー・レイ・スミスは、中国の小説『西遊記』を原作としたコンピュータアニメーション映画Monkeyを開発し始めた。彼らが1986年に独立した会社としてスピンオフされた後、出版会社シュエイシャの所有する日本の会社小学館と提携した。しかし、CGIの制作費が高すぎることが明らかになると、プロジェクトは中止された。 |
| A Tin Toy Christmas                                              | 短編Tin Toyの30分のテレビ続編が検討されましたが、ピクサーは長編映画を制作できると確信した。このプロジェクトは後に『トイ・ストーリー』となった。 |
| サークル7のToy Story 3                                           | 同名のディズニーのサークル7・アニメーションによる原作版2010年の映画は、アンディの母親が故障したバズを台湾に送り、その地で修理されると他のおもちゃたちが信じているという内容だった。バズが送られた後、彼らは会社が大規模なリコールを発表したことを知る。バズが破壊されるのを恐れ、アンディのおもちゃたち（ウッディ、レックス、スリンキー、ブタのミスター・ポテトヘッド、ハム、ジェシー、ブルズアイ）はバズを救うために冒険に出る。 同時にバズは、リコールされた他の世界中のおもちゃたちに出会う。中にはいくつかのトランスフォーマーのおもちゃも含まれている。ディズニーが2006年にピクサーを買収した後、サークル7は閉鎖され、彼らの『トイ・ストーリー3』のバージョンは中止した。2010年、ピクサーが自らの『トイ・ストーリー3』を製作した。                       |
| モンスターズ・インク2: スカラダイズでの迷子                      | 2005年、サークル7・アニメーションの脚本家ボブ・ヒルゲンバーグとロブ・ミュアが『モンスターズ・インク』の続編のfilm treatmentを執筆した。この映画は、マイクとサリーがブーの誕生日プレゼントを渡すために人間の世界を訪問するという内容だったが、ブーが引っ越したことが判明する。人間の世界に捕らわれた後、マイクとサリーは意見が分かれ、別れる。しかし、サークル7の閉鎖後に中止した。2013年、ピクサーは前日譚『モンスターズ・ユニバーシティ』を製作した。 |
| ファインディング・ニモ2                                          | 2005年、ディズニーは今は存在しないサークル7・アニメーションによって『ファインディング・ニモ』の続編を製作する予定だった。製作には入らなかったものの、サークル7版の脚本が2018年にレインダンス映画祭の公式サイトにアップロードされた。この映画は、ニモが失われた兄レミーと再会するという内容だった。マーレンは後に捕まって水族館に送られ、ニモ、レミー、ドリーが彼を救うために冒険に出る。ディズニーが2006年にピクサーを買収した後、サークル7は閉鎖され、彼らの『ファインディング・ニモ2』のバージョンを中止した。2016年、ピクサーが自らの続編『ファインディング・ドリー』を製作した。 |
| ニュート                                                         | ピクサーから提案されたこのプロジェクトは、青足のニュートのオスとメスが互いに出会い、絆を結ぶという物語である。彼らは最終的に出会い、ニュートの種の絶滅を防いだ。この映画は2011年に公開予定だったが、2012年に延期され、最終的に2010年初頭に中止された。2014年3月のインタビューで、ピクサーの社長エドウィン・キャトモルは『ニュート』がプリプロダクションで機能していないアイデアであったと述べた。プロジェクトがピート・ドクターに引き渡されたとき、彼はピクサーがより良いと考えるアイデアを提案し、そのコンセプトは『インサイド・ヘッド』になった。 |
| シェードメイカー                                                 | 2010年、ヘンリー・セリックはピクサーと共同企業を設立し、名付けてCinderbiter Productionsというもので、ストップモーション映画を専門に制作する予定だった。この契約に基づく最初のプロジェクトとして、『シェードメイカー』という映画が2013年10月4日に公開される予定だったが、2012年8月にクリエイティブの違いにより中止した。セリックは『シェードメイカー』（現在のタイトルはThe Shadow King）を他のスタジオに持ち込むオプションを与えられた。セリックは後のインタビューで、ジョン・ラセターの干渉により映画が苦境に立たされ、ラセターがスクリプトや製作の要素を頻繁に変更し、最終的に予算が膨らみ中止につながったと述べている。しかし2022年11月、セリックはディズニーからThe Shadow Kingの権利を再取得し、プロジェクトを復活させる可能性があることを明らかにした。 |
| 未発表のリー・アンクリッチのピクサー映画                         | リー・アンクリッチが『トイ・ストーリー3』を監督する前、彼は『ペットの秘密の生活』と似た要素がある」といういくつかの未発表の映画を開発していた。 |
| The Graveyard Book                                               | 2012年4月、ウォルト・ディズニー・ピクチャーズは権利を取得し、『ナイトメアー・ビフォア・クリスマス』と『コララインとボタンの魔女』の映画化を監督したヘンリー・セリックをThe Graveyard Bookの監督に雇った。映画はピクサーに移され、ストップモーション制作として、会社の初めての適応作品になる予定だった。スタジオとセリックがスケジュールと開発について別れた後、2013年1月にロン・ハワードが映画を監督することが発表された。2022年7月、マーク・フォースターが実写映画の適応を監督することが発表され、レネ・ウルフ、ギル・ネッター、ベン・ブラウンが制作し、デイビッド・マギーが脚本を書くことになった 同年、ニール・ゲイマンは映画に関与していないことを述べた。                                                                                                |
| トラック                                                         | 一時、ディズニーはトラックをフィーチャーした『カーズ』のスピンオフ映画を行いたいと考えていた。代わりに、『カーズ・オン・ザ・ロード』の第6話が「トラック」と名付けられた。 |
| トイ・ストーリー・トゥーンズ: 神話ロック                         | 2013年、『トイ・ストーリー・トゥーンズ』の第4短編が製作中であることが明らかになった。タイトルは「神話ロック」である。しかし、公開されることはなった。 |
| カーズ・トゥーンズ: ラジエーター・スプリングスの物語: 守るために | 2013年のディズニーD23エキスポで、『カーズ・トゥーンズ: ラジエーター・スプリングスの物語』の第5話、タイトルは「守るために」が製作中であることが発表された。しかし、公開されることはなかった。 |
| 空の彼方                                                         | 2017年7月のD23エキスポで、ジョン・ラセターが『プレーンズ』シリーズのスピンオフ映画が宇宙における航空の未来を探求すると発表した。この映画は2019年4月12日に公開予定だった。2018年3月1日に、公開スケジュールから外された。2018年6月28日に、ディズニートゥーン・スタジオは閉鎖され、この映画の開発が終了した。 |
| メトロ                                                           | 『プレーンズ』の後に、『カーズ』ユニバースの電車に関する別のスピンオフが計画された。スティーブ・ロッターは『メトロ』のいくつかの要素をアニメシリーズ『ムーンガール&デビル・ダイナソー』に取り入れた。 |
| 未発表の『ウィン OR ルーズ』続編シリーズ                         | ピクサーは未発表の続編シリーズに取り組んでいたが、内密に中止した。 |
| ブレイド                                                         | アニメーターのクリスチャン・ローマンによると、ピクサー作品で『カーズ/クロスロード』と『トイ・ストーリー4』の間に公開される予定だった。 |
| ビフレ                                                           | アニメーターのクリスチャン・ローマンによると、ピクサー作品で『マイ・エレメント』の公開後に公開される予定だった。 |

## 評価

### 作品の特徴と評価
一見、子供向けの第一印象を受けるものが多いピクサー作品であるが、手間暇かけて練り込まれた脚本や個性豊かなキャラクター、世界最高峰のCG技術など、子供向けの群を抜いているのがピクサー作品の特徴とも言える。ストーリーに子供目線だけでなく大人目線も持ち合わせており、幅広い世代の観客に感動を与え深く考えさせることで、非常に定評がある。また、他社の作品では字幕で補うことが多い劇中に登場する看板などの文字を、各国の言語の文字にローカライズしたり、エンドロール用の映像を殊更手間をかけて制作したりと、サービス精神にも充溢している。
日本においても、やはりその評価は高い。Yahoo!映画のレビューでは『トイ・ストーリー3』がピクサーの長編作品においてもっとも高く、4.5という高評価を記録している。さらに、『インサイド・ヘッド』では、ライリーの嫌いな食べ物が字幕版ではブロッコリーであるのに対し、日本語吹き替え版ではピーマンに変更され、該当箇所の映像も描き直されている。これは、アメリカ合衆国では子供の嫌いな食べ物の定番がブロッコリーであるが、日本ではピーマンが定番であるためで、日本の観客に作品を自分の物語として楽しんでもらいたいという意図から変更された。
各国で映像が異なっているパターンは、これ以外にも存在する。例としては、『トイ・ストーリー2』のバズが仲間たちを説得するシーン、字幕版ではバズの背景がアメリカ合衆国の国旗であるのに対し、日本語吹き替え版では地球儀に描き直されている他、『モンスターズ・ユニバーシティ』のランドールが作ったカップケーキのデザインが、字幕版では「BE MY PAL」というメッセージであるのに対し、日本語吹き替え版では彼の顔がデザインされている。さらに、『アーロと少年』のアーロが虫の顔を引きちぎるシーンが、日本語吹き替え版ではカットされていたりもする。

### 批評家のレビュー
| #  | 作品                         | Rotten Tomatoes | Metacritic | CinemaScore |
| -- | ---------------------------- | --------------- | ---------- | ----------- |
| 1  | トイ・ストーリー             | 100%            | 95         | A           |
| 2  | バグズ・ライフ               | 92%             | 74         | A           |
| 3  | トイ・ストーリー2            | 100%            | 88         | A+          |
| 4  | モンスターズ・インク         | 96%             | 79         | A+          |
| 5  | ファインディング・ニモ       | 99%             | 90         | A+          |
| 6  | Mr.インクレディブル          | 97%             | 90         | A+          |
| 7  | カーズ                       | 75%             | 73         | A           |
| 8  | レミーのおいしいレストラン   | 96%             | 96         | A           |
| 9  | ウォーリー                   | 95%             | 95         | A           |
| 10 | カールじいさんの空飛ぶ家     | 98%             | 82         | A+          |
| 11 | トイ・ストーリー3            | 98%             | 92         | A           |
| 12 | カーズ2                      | 40%             | 57         | A-          |
| 13 | メリダとおそろしの森         | 79%             | 69         | A           |
| 14 | モンスターズ・ユニバーシティ | 80%             | 65         | A           |
| 15 | インサイド・ヘッド           | 98%             | 94         | A           |
| 16 | アーロと少年                 | 75%             | 66         | A           |
| 17 | ファインディング・ドリー     | 94%             | 77         | A           |
| 18 | カーズ/クロスロード          | 69%             | 59         | A           |
| 19 | リメンバー・ミー             | 97%             | 81         | A+          |
| 20 | インクレディブル・ファミリー | 93%             | 80         | A+          |
| 21 | トイ・ストーリー4            | 97%             | 84         | A           |
| 22 | 2分の1の魔法                 | 88%             | 64         | A-          |
| 23 | ソウルフル・ワールド         | 95%             | 83         |             |
| 24 | あの夏のルカ                 | 91%             | 71         |             |
| 25 | 私ときどきレッサーパンダ     | 95%             | 83         |             |
| 26 | バズ・ライトイヤー           | 74%             | 60         | A-          |
| 27 | マイ・エレメント             | 73%             | 58         | A           |
| 28 | インサイド・ヘッド2          | 91%             | 73         | A           |

### 興行収入
| #  | 作品                         | 制作費       | 興行収入       | 興行収入       | 興行収入  |
| #  | 作品                         | 制作費       | 世界           | アメリカ合衆国 | 日本      |
| -- | ---------------------------- | ------------ | -------------- | -------------- | --------- |
| 1  | トイ・ストーリー             | $30,000,000  | $365,270,951   | $192,523,233   | 15.0億円  |
| 2  | バグズ・ライフ               | $120,000,000 | $363,258,859   | $162,798,565   | 19.6億円  |
| 3  | トイ・ストーリー2            | $90,000,000  | $511,358,276   | $245,852,179   | 34.5億円  |
| 4  | モンスターズ・インク         | $115,000,000 | $528,773,250   | $255,873,250   | 93.7億円  |
| 5  | ファインディング・ニモ       | $94,000,000  | $871,014,978   | $339,714,978   | 110.0億円 |
| 6  | Mr.インクレディブル          | $92,000,000  | $631,442,092   | $261,441,092   | 52.6億円  |
| 7  | カーズ                       | $120,000,000 | $461,983,149   | $244,082,982   | 22.3億円  |
| 8  | レミーのおいしいレストラン   | $150,000,000 | $623,726,085   | $206,445,654   | 39.0億円  |
| 9  | ウォーリー                   | $180,000,000 | $521,311,860   | $223,808,164   | 40.0億円  |
| 10 | カールじいさんの空飛ぶ家     | $175,000,000 | $735,099,082   | $293,004,164   | 50.0億円  |
| 11 | トイ・ストーリー3            | $200,000,000 | $1,066,969,703 | $415,004,880   | 108.0億円 |
| 12 | カーズ2                      | $200,000,000 | $559,852,396   | $191,452,396   | 30.1億円  |
| 13 | メリダとおそろしの森         | $185,000,000 | $538,983,207   | $237,283,207   | 9.5億円   |
| 14 | モンスターズ・ユニバーシティ | $200,000,000 | $743,559,607   | $268,492,764   | 89.6億円  |
| 15 | インサイド・ヘッド           | $175,000,000 | $857,611,174   | $356,461,711   | 40.4億円  |
| 16 | アーロと少年                 | $175,000,000 | $332,207,671   | $123,087,120   | 17.0億円  |
| 17 | ファインディング・ドリー     | $200,000,000 | $1,028,570,889 | $486,295,561   | 68.3億円  |
| 18 | カーズ/クロスロード          | $175,000,000 | $383,930,656   | $152,901,115   | 18.0億円  |
| 19 | リメンバー・ミー             | $175,000,000 | $807,082,196   | $210,460,015   | 50.0億円  |
| 20 | インクレディブル・ファミリー | $200,000,000 | $1,242,805,359 | $608,581,744   | 49.0億円  |
| 21 | トイ・ストーリー4            | $200,000,000 | $1,073,394,593 | $434,038,008   | 100.9億円 |
| 22 | 2分の1の魔法                 | $200,000,000 | $141,940,042   | $61,555,145    | 8.7億円   |
| 23 | ソウルフル・ワールド         | $150,000,000 | $121,903,885   | $946,154       |           |
| 24 | あの夏のルカ                 |              | $51,112,314    | $1,324,302     |           |
| 25 | 私ときどきレッサーパンダ     | $175,000,000 | $21,813,358    | $1,399,001     |           |
| 26 | バズ・ライトイヤー           | $200,000,000 | $226,425,420   | $118,307,188   | 12.2億円  |
| 27 | マイ・エレメント             | $200,000,000 | $496,444,308   | $154,426,697   | 27.0億円  |
| 28 | インサイド・ヘッド2          | $200,000,000 | $1,698,545,771 | $652,980,194   | 52.7億円  |

### 受賞
アカデミー賞では、長編アニメーション賞をはじめ短編アニメーション賞や歌曲賞などを多数受賞している。1988年に発表した短編作品『ティン・トイ』は、第61回アカデミー賞短編アニメーション賞を受賞した。1995年に公開された『トイ・ストーリー』の成功により、翌年1996年にはジョン・ラセターはそのリーダーシップが評価され、第68回アカデミー賞特別業績賞を受賞。アンドリュー・スタントン監督の『ファインディング・ニモ』は、第76回アカデミー賞長編アニメーション賞を受賞した。続くブラッド・バード監督の『Mr.インクレディブル』も同賞を連続受賞。その後も快進撃は続き、ピート・ドクター、スタントン、バードがそれぞれ監督2作目を手がけ、『レミーのおいしいレストラン』、『ウォーリー』、『カールじいさんの空飛ぶ家』がすべて長編アニメーション賞を受賞した。同賞は、リー・アンクリッチの初監督作品となる『トイ・ストーリー3』まで4年連続でピクサーの独壇場となった。ちなみに、ピクサーが長編アニメーション賞を11回受賞している記録は、ウォルト・ディズニー・アニメーション・スタジオやスタジオジブリなどの会社とはるかな差をつけ、最多の記録となっている。
1999年に公開された『トイ・ストーリー2』では、第57回ゴールデングローブ賞最優秀作品賞を受賞している。そして、2009年の第66回ヴェネツィア国際映画祭では、ピクサーのアニメーション界への貢献を称え、ラセター、ドクター、スタントン、バード、アンクリッチらに金獅子賞が授与された。

## トリビア
- A113 - ピクサーの長編作品すべてにおいて、A113という文字がさまざまなパターンで登場している[注 16][262]。これは、ピクサーのスタッフの多くが卒業したカリフォルニア芸術大学の教室番号である。
- ジョン・ラッツェンバーガー - 大抵のピクサーの長編作品において、アメリカ合衆国の俳優ジョン・ラッツェンバーガーが声の出演をしている[263][264]。『カーズ』のエンドロールでは、これを題材にしたパロディ映像が流れる。
- ルクソーボール - 大抵のピクサーの長編作品において、『ルクソーJr.』に初登場した黄色い星のデザインのルクソーボールが登場している[265]。
- ピザ・プラネットのトラック - 大抵のピクサーの長編作品において、『トイ・ストーリー』に初登場したピザ・プラネットの配達トラックが登場している[266]。
- 次回作のキャラクター - 大抵のピクサーの長編作品において、同社の長編次回作のいずれかのキャラクターが登場している[267]。
- ダイナコ - 『トイ・ストーリー』や『カーズ』において、ダイナコという架空の石油会社が共通して登場している[268][269]。
- BNL - 『ウォーリー』や『トイ・ストーリー3』において、BNLという架空の巨大企業が共通して登場している[270]。その他、ピクサー作品には多数のトリビアネタが存在する。例としては、『バグズ・ライフ』でバグ・シティがあるトレーラーハウスは『モンスターズ・インク』でランドールが追放された人間界と同じ位置であったり、『レミーのおいしいレストラン』に登場するグストーというレストランが『カーズ2』にも登場していたりと、パターンはさまざまである。

## 論争
『トイ・ストーリー4』、『2分の1の魔法』、『バズ・ライトイヤー』などの近年のピクサー作品では、同性愛を示唆するようなシーンが取り入れられることも多くなっている。2020年に公開された短編作品『殻を破る』に関しては、ゲイである男性を主人公とし、同性愛を題材とした作品となっている。
これらの作品は、各国で該当箇所がカットされたり、そもそも作品自体の上映が禁止されたりといった手段が取られている。
このようなシーンが描かれたことに対し、『バズ・ライトイヤー』でバズの声優を務めたクリス・エヴァンスは、「本当のところ、あの人たちは大バカ者なんだ。気弱で、無知で、昔の価値観にしがみつこうとする人たちは、いつだって存在するものです。でも、そういう人たちは、恐竜のように滅びていく。私たちが目指すのは、彼らを意に介さず、前進し、人間らしく成長することを受け入れることだと思います」と語っている。